# Monsols
Monsols era una comuna francesa situada en el departamento del Ródano, de la región de Auvernia-Ródano-Alpes, que el 1 de enero de 2019 pasó a ser una comuna delegada de la comuna nueva de Deux-Grosnes.

## Geografía
Monsols está situada en el norte del departamento, en la región de Beaujolais, a 30 km al noroeste de Villefranche-sur-Saône.
Se encuentra a los pies del monte Saint-Rigaud, la montaña más alta del departamento del Ródano.

## Demografía
| 681 | 722 | 764 | 777 | 814 | 895 | 995 | 914 |
| Para los censos de 1962 a 1999 la población legal corresponde a la población sin duplicidades (Fuente: INSEE [Consultar]) |     |     |     |     |     |     |     |